# بثیا
بثیا(به انگلیسی: Bathia) یک شهر و کمون در شمال الجزایر است.